# Anthony Webb
Pour les articles homonymes, voir Webb.
Anthony Webb, pseudonyme de Norman Scarlyn Wilson né le 24 mars 1901 et mort en août 1996 à Huntingdon, Cambridgeshire, est un auteur britannique de roman policier.

## Biographie
Norman Scarlyn Wilson adopte le pseudonyme d'Anthony Webb pour publier sur une décennie (1937-1947) onze romans policiers.
Sa contribution au genre s'amorce avec Verdict sans jury, la première des neuf enquêtes de M. Pendelbury, riche et excentrique détective amateur. Avec l’aide de son chauffeur Matthews, ex-cambrioleur repenti, mais dont les anciens talents s’avèrent parfois très utiles pour se procurer quelque preuve ou document utile à la bonne marche de l'enquête, Georges Pendlebury s’adonne à la résolution d'énigme policière un peu par hasard, un peu par oisiveté.  Ce dandy très chic rappelle à cet égard le Lord Peter Wimsey de Dorothy Sayers.  Il s'en démarque en étant toutefois moins cultivé et nullement sportif : son embonpoint est même assez important. La conversation de ce héros pince-sans-rire est également très singulière. Pendlebury ne cesse en effet d’émailler ses conversations de digressions saugrenues et de réparties absurdes dans le plus pur style de l’humour britannique du non-sens, comme on en trouve des exemples dans les contes de Lewis Carroll, les limericks d’Edward Lear ou le théâtre d'Oscar Wilde.
Anthony Webb n'a signé que deux romans policiers sans M. Pendlebury.
Sous son nom, Norman Scarlyn Wilson a également fait paraître des ouvrages pour apprendre le français et l'espagnol.

## Œuvre

### Romans

#### SérieM. Pendelbury
- Verdict Without Jury (1937) Publié en français sous le titre Verdict sans jury, Paris, Éditions Rouff, coll. « La Clé » no 24, 1940
- M. Pendlebury’s Second Case (1938) Publié en français sous le titre La Seconde Affaire de M. Pendlebury, Paris, Librairie des Champs-Élysées, Le Masque no 352, 1948
- M. Pendlebury’s Hat Trick (1938) Publié en français sous le titre M. Pendlebury prestidigitateur, Paris, Librairie des Champs-Élysées, Le Masque no 418, 1952
- Thank You, M. Pendlebury (1939) Publié en français sous le titre Merci M. Pendlebury, Paris, Librairie des Champs-Élysées, Le Masque no 389, 1951
- M. Pendlebury Makes a Catch (1939) Publié en français sous le titre M. Pendlebury marque un but, Paris, Librairie des Champs-Élysées, Le Masque no 448, 1953
- One Man Saw Them Die (1940)
- M. Pendlebury and the Suicide Club (1941)
- Murder in Reverse (1945)
- A Queer Bag of Bodies (1947)

#### Autres romans
- Bill Blunders Through (1944)
- Pass Along, Madam (1940)

### Autres publications signées Norman Scarlyn Wilson
- Teach Yourself: French ou Every Day French (1940), en collaboration avec John Adams
- Teach Yourself: Spanish (1952)

## Sources
- Jacques Baudou et Jean-Jacques Schleret, Le Vrai Visage du Masque, vol. 1, Paris, Futuropolis, 1984, 476 p. (OCLC 311506692), p. 462.